# Lignely
Lignely est un hameau de la commune belge de Durbuy situé en Région wallonne dans la province de Luxembourg.
Avant la fusion des communes, il faisait partie de la commune de Heyd.

## Situation
Ce hameau ardennais se situe sur les hauteurs de la vallée de l'Aisne dans une rue en cul-de-sac qui vient de Ninane.

## Description
Lignely est composé de quelques fermes et maisons majoritairement bâties en moellons de grès dans un environnement de bois et de prairies.
Les bâtiments de l'ancienne hostellerie servent actuellement de gîtes ruraux pouvant accueillir des groupes importants.

## Personnalité
- Jean-Henri Géna (1795-1821), célèbre bandit d'Ardenne, est né à Lignely.